# Bauli (Kampanien)
Bauli war eine antike Ortschaft in den phlegräischen Feldern, circa 2 km von Baiae entfernt, auf dem Gebiet des heutigen Bacoli. Zahlreiche Römer hatten dort Villen, unter anderen Quintus Hortensius Hortalus. Kaiser Nero, der die Villa des Hortensius geerbt hatte, ließ dort seine Mutter Agrippina ermorden und bestatten.